# Guyans-Durnes
Guyans-Durnes település Franciaországban, Doubs megyében. Lakosainak száma 317 fő (2022. január 1.). Guyans-Durnes Fallerans, Saules, Vernierfontaine, Voires és Étalans községekkel határos.

## Népesség
A település népességének változása:
| Lakosok száma | 123  | 134  | 162  | 197  | 274  | 275  | 280  | 297  | 304  | 317  |
|               | 1968 | 1982 | 1990 | 2006 | 2013 | 2015 | 2017 | 2019 | 2020 | 2022 |